# Gesnes-le-Gandelin
Gesnes-le-Gandelin è un comune francese di 989 abitanti situato nel dipartimento della Sarthe nella regione dei Paesi della Loira.

## Società

### Evoluzione demografica
Abitanti censiti